# Astrokompas
Astrokompas – przyrząd astronomiczny do wyznaczania kursu pojazdu na podstawie namiaru na określone ciało niebieskie.
Pomiar astrokompasem zaczyna się od odczytania z tablic współrzędnych ciała niebieskiego, korzystając ze znajomości momentu pomiaru i szerokości geograficznej. Na odczytany punkt nastawia się przeziernik przyrządu, a następnie obraca się nim aż określone ciało niebieskie będzie widoczne w przezierniku. Na skali astrokompasu odczytuje się kurs.